# Étienne François Simonneau
Pour les articles homonymes, voir Simonneau.
Étienne François Simmoneau est un homme politique français, né le 24 octobre 1781 à Étampes, généralité de Paris, et mort le 21 mars 1860 à Paris.

## Biographie
Étienne François Simonneau est le fils de Pierre Étienne Simonneau, conseiller du Roi et lieutenant particulier au bailliage d'Étampes, et de Marie-Anne Le Proux de La Rivière.
Procureur du roi à Chartres, Étienne François Simmoneau est député d'Eure-et-Loir de 1824 à 1827, siégeant dans la majorité soutenant les ministères de la Restauration.
Il épouse Geneviève Céline Foreau de Trizay, fille de Jacques-François Foreau de Trizay, conseiller en la Chambre des comptes de Normandie, et de Marie Thérèse Pulchérie Coubré. Elle était la cousine germaine du maire Nicolas-Pierre-Dominique Billard et la nièce des maires Germain Nicolas Foreau et Louis-Charles Masson. Une de leurs filles épousera Louis Jules Alphonse de Bertheville, président du Tribunal civil de Chartres, et l'autre Ange Delahaye, juge au tribunal civil de la Seine.
Conseiller à la Cour d'appel de Paris en 1824, il est nommé président de chambre en 1837, puis conseiller à la Cour de cassation en 1844. Il est admis à la retraite en 1853.

## Sources
- « Étienne François Simonneau », dans Adolphe Robert et Gaston Cougny, Dictionnaire des parlementaires français, Edgar Bourloton, 1889-1891 [détail de l’édition]